# 日下由美
日下 由美（くさか ゆみ、1963年3月10日 - ）は、日本の女優、声優。神奈川県出身。161cm。

## 人物・略歴
神奈川県立多摩高等学校卒業。
桐朋学園大学短期大学部卒業。
劇団俳優座の出身者である（在籍：1983年 - 1997年）。
『トイ・ストーリー』シリーズのジェシー役（原語版：ジョーン・キューザック、メアリー・ケイ・バーグマン）を担当し、東京ディズニーランドの各種エンターテイメントにも同役で声の出演をしている。

## 出演作品

### テレビドラマ
- すみれさんが行く（1985年3月25日、NHK） - 洋子
- NHK大河ドラマ「いのち」（1986年、NHK） - 津田浅子
- 銭形平次（風間杜夫主演版、日本テレビ）
  - 第5話「江戸っ娘気質」（1987年） - おひで
  - 第14話「岡っ引嫌い」（1987年）
- 月曜ロードショー「横溝正史SP 金田一耕助の傑作推理 香水心中 愛か?復讐か?」（1987年5月11日、TBS）
- 長七郎江戸日記（日本テレビ）
  - 第2シリーズ 第4話「手折られた白梅」（1988年） - ひづる
  - 第2シリーズ 第30話「待ちわびて千鳥橋」（1988年） - おぶん
  - 第3シリーズ 第27話「奇怪なり葵の香炉」（1991年） - 倉田さえ
- 火曜サスペンス劇場（日本テレビ）
  - 「あぶない絵」（1988年4月19日）
  - 10周年記念特別企画2「たそがれに愛をこめて‐心臓外科医と死刑囚‐」（1990年10月2日）
  - 「女弁護士・高林鮎子8 北の旅・殺意の雫石」（1990年12月4日）
  - 「検事・霞夕子23 すれ違った愛」（2004年8月10日） - 高安さなえ（スナックのママ）
- 年末時代劇スペシャル「五稜郭」（1988年12月30日、12月31日、日本テレビ） - 江連歌
- 水曜グランドロマン「ファッション好きやねん」（1989年3月29日、日本テレビ）
- 月曜・女のサスペンス 「見知らぬ乗客 寝台急行まりもの女」（1989年10月16日、テレビ東京）
- 風雲!真田幸村 第23話「激闘! 大坂城決戦近し 堺港の仇討!!」（1989年、テレビ東京） - おみよ
- あばれ八州御用旅（テレビ東京）
  - 第1シリーズ 第2話「非情・黒田槍」（1990年） - 横倉綾
  - 第2シリーズ
    - 第8話「平八郎を仇と狙う女」（1991年） - おきち
    - 第24話「凄絶!新兵衛死す」（1991年） - お絹

  - 第4シリーズ 第10話「身代り観音 夫婦唄」（1994年） - おしの
- 八百八町夢日記（日本テレビ）
  - 第1シリーズ 第31話「夏の嵐」（1990年） - およね
  - 第2シリーズ 第25話「悪女の秘めごと」（1992年） - 弥生
- 水戸黄門（TBS）
  - 第19部 第26話「仇討ち小諸馬子唄 -小諸-」（1990年3月26日） - 弥生
  - 第20部
    - 第12話「悪を糺す阿波踊り -徳島-」（1991年1月28日） - お園
    - 第28話「孤剣に秘めた悲願 -松江-」（1991年5月20日） - 早苗

  - 第22部 第2話「旅のはじめの鬼退治 -佐倉-」（1993年5月24日） - お園
  - 第26部 第16話「帰らぬ兄は天神様 -太宰府-」（1998年6月1日） - おまき
  - 第28部 第24話「恋した人は謎の隠密 -赤穂-」（2000年8月28日） - おしほ
  - 第32部 第8話「決戦!加賀百万石 -金沢-」2時間SP（2003年9月22日） - お美代の方
- 暴れん坊将軍（テレビ朝日・東映）
  - 暴れん坊将軍III 第123話「愛の漁火、九十九里に消えて」（1990年） - おしま
  - 暴れん坊将軍IV 第56話「誇り高き逃亡者!」（1992年） - 志保
  - 暴れん坊将軍V 第7話「哀れ、女の舟唄!」（1993年） - おしの
  - 暴れん坊将軍VI 第21話「愛と憎しみの孤剣」（1995年） - 妙
  - 暴れん坊将軍VII 第7話「愛妻騎馬奉行」（1996年） - つや
  - 暴れん坊将軍VIII 第4話「妖しく光る銀かんざし 出合い茶屋の女」（1997年） - お蘭
  - 暴れん坊将軍X 第8話「大岡裁きで生き地獄を見た女！私を死罪に…」（2000年） - お竹
- お江戸捕物日記 照姫七変化 第8話「丁半!もろ肌脱ぎ!」（1990年、フジテレビ / 東映）
- さすらい刑事旅情編（テレビ朝日）
  - 第3シリーズ 第23話「冬山遭難の謎!? 白いコートの女の殺意」（1991年）
  - 第5シリーズ 第20話「仔猫と一緒に消えた少女・婚約者の嘘」（1993年）
- 土曜ワイド劇場（テレビ朝日）
  - 「密会の宿7 女たちの殺人慰安旅行 忘れられた結婚指輪の秘密」（1992年5月30日）
  - 「キソウの女3 帆村純〜刑事部機動捜査隊〜愛と復讐の無差別殺人!」（2006年10月21日）
  - 「刑事の妻〜デカツマ〜 妻の浮気チェックが不倫連続殺人事件を呼ぶ！私の夫が犯人なんて…絶体絶命の妻が最後の賭け」（2009年8月8日） - 佐久間響子
- 名奉行 遠山の金さん（テレビ朝日 / 東映）
  - 第4シリーズ 第4話「占いを信じた女」（1991年） - お園
  - 第5シリーズ 第28話「過去を背負った二人の女」（1993年） - おりん
  - 第7シリーズ 第9話「謎の銃声!女は待っていた」（1995年） - お美津
  - 金さんVS女ねずみ 第6話「瞼の母の犯罪」（1998年）
- 徳川無頼帳 第7話「危うし吉原 阿片の罠」（1992年、テレビ東京）
- 銭形平次（北大路欣也主演版、フジテレビ）
  - 第3シリーズ 第2話「死霊のお告げ」（1993年） - おきく
- 殿さま風来坊隠れ旅 第9話「世にも高貴な用心棒!」（1994年、テレビ朝日）
- はぐれ刑事純情派 第7シリーズ 第19話「親切泥棒？若い女房を持つ男」（1994年、テレビ朝日） - 北村れい子
- 姫将軍大あばれ 第9話「怪奇! ふたり天秀尼」（1995年、テレビ東京）
- 水戸黄門外伝 かげろう忍法帖 第2話「鬼蜘蛛の恐怖」（1995年、TBS） - 綾乃
- 江戸の用心棒II 第12話「女は度胸の珍商売」（1995年、NTV） - おふみ
- ドラマ特別企画 「女優X 伊澤蘭奢の生涯」（1997年12月27日、TBS）
- 隠密奉行朝比奈 第8話（1998年、フジテレビ） - 卯乃
- 御家人斬九郎3・4・5（1998年-2001年、フジテレビ） - りよ
- 痛快!三匹のご隠居 第3話「鬼の十手持ち あの娘の目を治したい!」（1999年、テレビ朝日） - お島
- 月曜ミステリー劇場 「探偵 左文字進3 空巣と殺人」（2001年5月14日、TBS）
- 八丁堀の七人 第4シリーズ 第1話（2003年、テレビ朝日） - おみね
- 旗本退屈男 第6話（2001年、フジテレビ） - お豊の方
- 水曜ミステリー9（テレビ東京）
  - 「さすらい署長 風間昭平3」（2005年5月4日） - 立花美奈子（クラブのママ）
  - 「芸者小春姐さん奮闘記2 赤い折り鶴殺人」（2006年4月30日）
  - 「捜査一課・見当たり班鷹子の眼」（2007年1月31日）
  - 猪熊夫婦の駐在日誌4 制服捜査「遺恨」（2007年11月28日）
- 八州廻り桑山十兵衛〜捕物控ぶらり旅 最終話（2007年、テレビ朝日） - おつた
- 素浪人・月影兵庫 第2話（2007年、テレビ朝日） - お稲
- 太陽と海の教室 第5話（2008年、フジテレビ） - 澤水羽菜の母親
- 相棒 Season 7 第5話「顔のない女神」（2008年、テレビ朝日） - ラジオ局プロデューサー・神野志麻子

### ラジオドラマ
- 青春アドベンチャー（NHK-FM）
  - 『谷川俊太郎の詩と旅する　ことのはワンダーランド』（2021年3月1日 - 12日）[2] -  葉琉の母、老女 役

### 映画
- Wの悲劇（1984年）
- ラブ・ストーリーを君に（1988年） - 愛原真弓
- ハラスのいた日々（1989年、監督：栗山富夫）
- さくら（1994年）

### 舞台
- ギッチョンチョン（2021年8月25日-29日、中野ザ・ポケット）
- ちいさき神の、作りし子ら（2024年4月24日 - 28日、ザ・ポケット）[3]
- かえる（2024年8月28日 - 9月3日、ザ・ポケット）[4]

### 吹き替え

#### 映画（吹き替え）
- 記憶の棘（クララ〈アン・ヘッシュ〉）
- 激突!（妻〈ジャクリーン・スコット〉）※ソフト版
- サイダーハウス・ルール（キャンディ・ケンドール〈シャーリーズ・セロン〉）※ソフト版
- The Witch 魔女（ペク〈チョ・ミンス〉[5]）
- 陪審員（ジュリエット〈アン・ヘッシュ〉）※日本テレビ版
- ホーム・アローン4（ケイト・マカリスター〈クレア・ケアリー〉）
- ライフ・イズ・ビューティフル（ドーラ〈ニコレッタ・ブラスキ〉）※ソフト版

#### ドラマ
- ER緊急救命室
  - シーズン9 第194話（ジェイナ）
  - シーズン11 第242話（メリー・ケイシー〈ブリン・ホロックス〉）
  - シーズン12 第263話（ジョーダン〈タイラ・スー〉）
  - シーズン13 第276話（メラニー〈サラ・ブノワ〉）
  - シーズン15 第314話（サンディ・ラスキン〈ディディ・ファイファー〉）
- WITHOUT A TRACE/FBI 失踪者を追え!3 第15話（リズ）
- ザ・フォロイング（ジーナ・メンデス）
- CSI:10 科学捜査班（ジャネット・マーシュ）
- CSI:マイアミ10 ザ・ファイナル（ジョアンナ・トーリング〈ボー・デレク〉）
- シャーペイのファビュラス・アドベンチャー
- デスパレートな妻たち7、8
- ミストレス（ケイティ・ロデン〈サラ・パリッシュ〉）

#### アニメ
- トイ・ストーリーシリーズ（ジェシー）
  - トイ・ストーリー2（2000年）
  - トイ・ストーリー3（2010年）
  - ハワイアン・バケーション（2011年）
  - ニセものバズがやって来た（2012年）
  - トイ・ストーリー・オブ・テラー!（2014年）
  - トイ・ストーリー 謎の恐竜ワールド（2015年）
  - トイ・ストーリー4（2019年）[6]
- パワーパフガールズ（2001年 - 2005年、セデューサ）

### テレビアニメ
- ふたりはプリキュア Splash Star（2006年、美翔可南子）
- COBRA THE ANIMATION（2010年、エリザベス）
- サザエさん（2013年、早川の母）

### ゲーム
- ふたりはプリキュア Splash Starパンパカゲームでぜっこうちょう!（2006年、美翔可南子）
- Kinect ラッシュ: ディズニー/ピクサー アドベンチャー（2012年、ジェシー）

### バラエティ番組
- 一枚の写真（1990年、フジテレビ）

### CM
- SHIDAX（2003年-2004年）
- P&G ファブリーズ（2005年 - 2006年）
- NTT西日本 フレッツ（2005年 - 2006年）
- ライオンズマンション（大京）（2007年 - 2008年）

### その他
- 東京ディズニーランドのエンターテイメント（ジェシー）
  - ハピネス・イズ・ヒア
  - 東京ディズニーランド・エレクトリカルパレード・ドリームライツ
  - ホースシュー・ラウンドアップ
  - ほか多数
- 東京ディズニーシー（ジェシー）
  - トイ・ストーリー・マニア!
  - ピクサー・プレイタイム